# Mariage royal (film, 1960)
Pour les articles homonymes, voir Mariage royal (homonymie) et Mariage (homonymie).
Pour plus de détails, voir Fiche technique et Distribution.
Mariage royal est un film documentaire belge réalisé en 1960 par Lucien Deroisy.

## Synopsis
15 décembre 1960 : mariage du roi des Belges Baudouin avec doña Fabiola de Mora y Aragón. Ce film assure le reportage civil au Palais royal de Bruxelles, suivi du mariage religieux à la Cathédrale Saints-Michel-et-Gudule.

## Fiche technique
- Titre : Mariage royal
- Réalisation : Lucien Deroisy
- Pays :  Belgique
- Genre : Documentaire
- Durée :
- Dates de sortie : 
  -  Belgique : 1960